# 미국-일본 관계
미국-일본 관계(영어: United States-Japan relations, 일본어: アメリカと日本の関係)는 미국과 일본 양국의 외교 관계를 말한다. 두현재 미국과 일본 양국의 경우 상주공관은 도쿄도와 워싱턴 D.C.에 대사관이 서로 설치되어 있고, 그 외 총영사관 및 영사관이 각국 지방에 설치되어 운영중이다.

## 수교

### 에도 막부와 쿠로후네
일본 에도 막부는 전통적으로 쇄국정책의 입장을 취하고 있었으며, 조선과 명나라를 제외하고 별다른 교역을 하지 않았다. 그러나 이러한 막부의 입장은 쿠로후네의 등장과 함께 강제로 변화하게 된다. 미국의 대통령 밀러드 필모어은 일본 개국 및 통상 수교를 목표로 설정하고 매슈 페리에 명령을 내리게 된다. 페리 원정이라고 알려져 있는 이 사건은 일본에게 적지 않은 충격을 가져오게 되었고, 일본은 서양 국가와 처음으로 수교를 맺는다. 미국과 일본 막부는 1854년에 미일 화친 조약을 맺고, 이후 1858년에 미일 수호 통상 조약을 체결하면서 교역을 시작한다. 일본은 미국을 알기 위해서 만엔 원년 미국 파견 사절 등 행동을 취하였다. 당시 일본은 미국에게 하코다테시, 시모다시, 요코하마시, 나가사키시, 니가타현, 효고현의 항구를 열게 된다.
두 국가는 수교 이전과 이후 크고 작은 충돌을 가졌다. 모리슨호 사건에서는 일본 포대가 미국 상선을 공격하였으며, 시모노세키 전쟁에서는 미국, 프랑스, 영국, 네덜란드가 일본 조슈번과 전투를 벌였다.

### 세계 1차대전
20세기 당시 두 나라는 우방국이었으며, 가쓰라-태프트 밀약을 통해서 미국의 필리핀 식민지화와 일본 제국의 조선 식민지화를 묵인하였다. 두 국가는 제1차 세계 대전에서 함께 싸웠으며, 일본은 독일 제국이 조차하고 있었던 산둥반도의 칭다오시를 점령하는 등 군사행위를 취하였다.

### 세계 2차대전
청일전쟁과 러일전쟁에서 승리한 일본은 만주국을 세우고 동아시아 내 영향력을 갖는 대동아공영권을 주장하며 미국과 대립의 각을 세우게 된다. 이러한 가운데 일본은 진주만 공격을 통해서 선전포고 없이 미국과 전쟁을 시작한다. 제2차 세계 대전에서는 적국으로 만나서 전투를 벌였으며, 태평양 전쟁에서 격렬하게 대치하였다. 특히 이오지마 전투, 레이테만 전투, 미드웨이 해전 등 수많은 사상자와 부상자를 유발한 전투를 치뤘다. 일본의 항복 의사가 보이지 않았기에, 미국은 히로시마·나가사키 원자폭탄 투하라는 결정을 하였고, 일본 제국은 무조건 항복을 선언한다. 샌프란시스코 강화조약 체결은 승전국인 미국과 패전국인 일본의 관계를 정립하는 사건이었다.

### 한국 전쟁 이후와 미일동맹
두 나라의 관계는 6.25 전쟁과 냉전이라는 시대적 상황에 따라서 동맹국으로 변화하게 된다. 한반도에서 전쟁은 일본 내 산업 활성화와 경제 회복으로 연결되었고, 일본은 미국의 동맹국으로서 새롭게 관계가 설정된다. 특히 일본과 미국 간의 상호 협력 및 안전 보장 조약 체결을 통해서 주일 미군과 유엔군 후방사령부가 일본에 설치된다. 특히 미국 해병대가 오키나와현에 큰 규모로 주둔하게 된다. 일본은 아프가니스탄 전쟁 당시 국제안보지원군에 병력을 파견하지는 않았으나, 상당한 규모의 지원금을 보탰다. 두 국가는 오늘날 쿼드에서 같이 협력하고 있고 인도-태평양 지역에서 군사적으로 안보 협력을 이어가고 있다. 이외에도 다양한 다국적군 훈련에 두 국가는 협력 중에 있으며, 영국, 프랑스, 호주 등과 연계하고 있다.

### 통상 분야
미국과 일본은 국제사회에서 안보 분야에서 협력하지만, 경제 분야에서는 미국의 대일본 무역 적자로 갈등을 겪었다. 미국-일본 무역 갈등에서 일본의 제품이 미국에 수출되는 와중에 미국은 자국 산업의 위협을 여러 번 받았다. 또한 미국은 달러화와 엔화 간 불균형을 지적하며 일본에게 플라자 합의를 종용하기도 하였다.

## 같이 보기
- 미국의 대외 관계
- 일본의 대외 관계